# Randy Porter
Randy Porter ist ein US-amerikanischer Jazzpianist, Komponist und Musikpädagoge.

## Leben und Wirken
Porter, der in San Diego aufwuchs erhielt erst auf der Highschool eine musikalische Formalbildung. Dann besuchte er die Humboldt State University und das New England Conservatory, wo ihn Jaki Byard, Fred Hersch und Art Lande unterrichteten. Danach ging er zurück nach San Diego, wo er zunächst als Clubpianist durchreisende Musiker wie Anita O’Day, Art Farmer, Harold Land oder Clifford Jordan begleitete. 1990 zog er nach Portland (Oregon) und startete seine internationale Musikerkarriere. Ende der 1990er Jahre tourte er in der Band von David Friesen in Europa und war bei dessen Alben The Name of a Woman und Midnight Mood beteiligt. Er spielte außerdem mit Gino Vannelli, Freddie Hubbard und Charles McPherson. Ferner trat er als Begleiter der Sängerinnen Diane Schuur, Karrin Allyson, Rebecca Kilgore und Madeline Eastman auf. 1994 legte er sein Debütalbum Forest 4 The Trees vor. Er wirkte ferner bei Aufnahmen von Stéphane Grappelli, Bob Magnusson, Ed Reed (I’m a Shy Guy: A Tribute to the King Cole Trio & Their Music, 2013), Jack Radsliff und Charles McPherson (A Tribute to Charlie Parker, 2001) mit.
Er unterrichtete Jazzpiano, Arrangement und Improvisation an der University of Nevada, Reno (1996–98), der University of Oregon (2000/01) und Jazz-Geschichte am Lewis and Clark College (2003/04). Gegenwärtig lehrt er Jazzpiano am Lewis and Clark College in Portland (Oregon).

## Auszeichnungen
Porter gewann 1999 die Jazziz and Newport Jazz Piano Competition. Sein Trio-Album Brio mit Bob Magnusson und Joe LaBarbera wurde 2001 für den Indie Award nominiert.

## Diskographische Hinweise
- Modern Reflections (2000) mit Leroy Vinnegar, Mel Brown, Nancy King
- Eight Little Feet (2000) mit Bob Magnusson, Joe LaBarbera
- Brio (2004)
- A Midnight Clear (2006) solo
- Thirsty Soul (2008) mit John Wiitala, Todd Strait, Reinhardt Melz
- Randy Porter Plays Cole Porter, special guest Nancy King (Heavywood, 2017)